# ویرجینیا ویلیامز
ویرجینیا ویلیامز (انگلیسی: Virginia Williams؛ زادهٔ ۱۸ مارس ۱۹۷۸) یک هنرپیشه اهل ایالات متحده آمریکا است. وی از سال ۱۹۹۵ میلادی تاکنون مشغول فعالیت بوده‌است.